# كوكي (أنجوان)
كوكي هي قرية تقع في جزيرة أنجوان في جزر القمر. بلغ عدد سكانها 3,066 نسمة حسب إحصاء عام 1991. و5,866 في تقدير عام 2009.